# Benjamin Mancroft, 3. Baron Mancroft

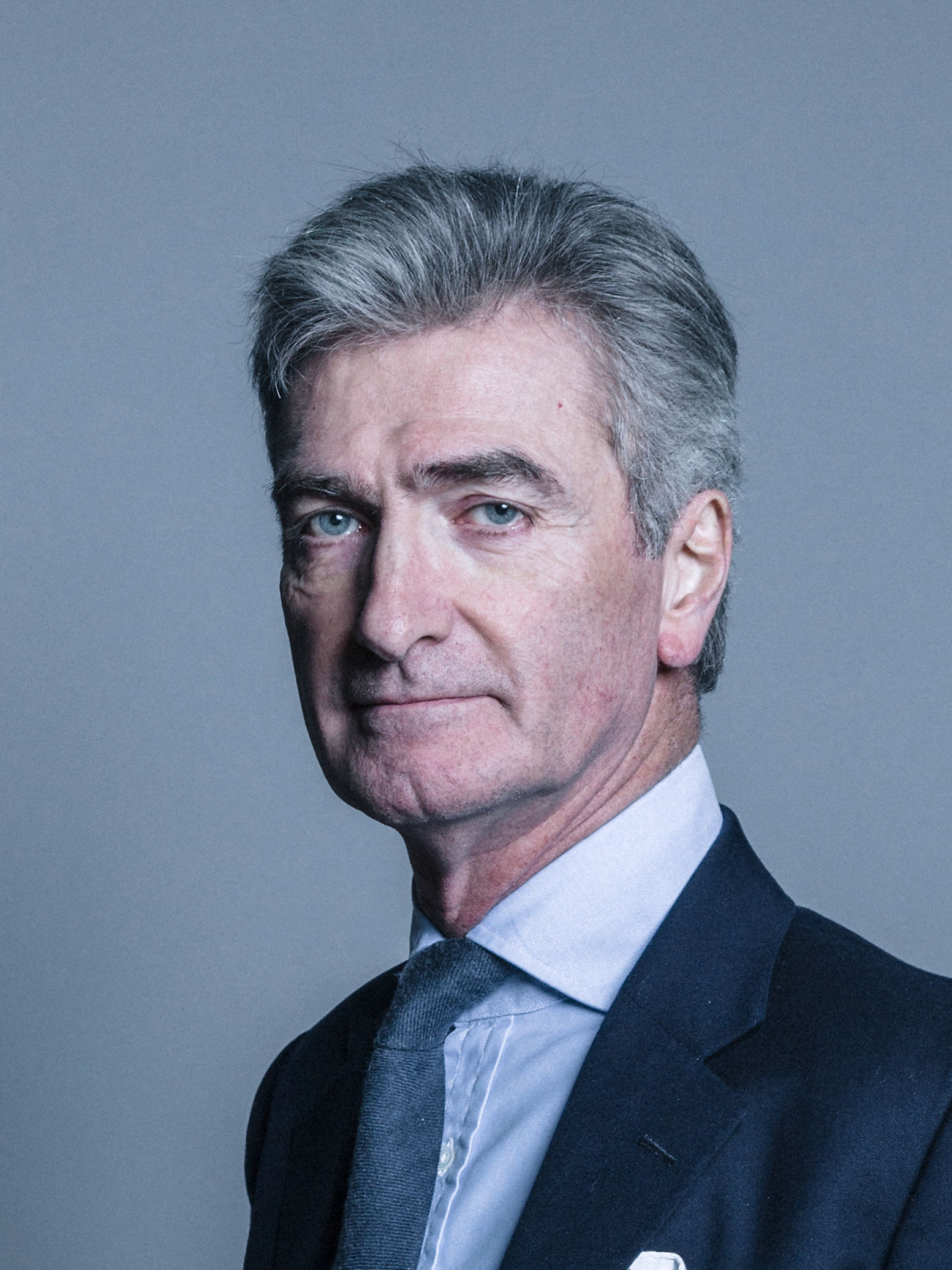
Benjamin Mancroft, 3. Baron Mancroft

Benjamin Lloyd Stormont Mancroft, 3. Baron Mancroft (* 16. Mai 1957) ist ein britischer Politiker der Conservative Party.

## Leben
Er wurde als Sohn von Stormont Mancroft, 2. Baron Mancroft und dessen Ehefrau Diana Lloyd geboren. Er besuchte das Eton College. Im Jahre 1987 folgte er seinem Vater nach und blieb nach dem House of Lords Act 1999 im House of Lords als einer der 90 gewählten erblichen Peers. Er ist unter anderem in der Countryside Alliance an verantwortlicher Stelle aktiv.
Mancroft war seit 1995 Chairman of Inter Lotto und von 1995 bis 2003 von Scratch-n-Win Lotteries. Er ist Non-executive Director von St Martin’s Magazines plc und seit 2003 Rok Corporation. Seit 2006 ist er außerdem Chairman von New Media Lottery Services.
Im Februar 2008 beklagte sich Mancroft, dass die NHS-Schwestern, die ihn im Royal United Hospital in Bath behandelt hatten, „schmuddelig, betrunken und promiskuitiv“ gewesen seien. Der Chief Executive des Hospitals, James Scott, nannte diese Aussage „schädigend und verletzend“ und bat den Peer diese zurückzunehmen. Mancroft hat dies nicht getan und sich nicht entschuldigt.
Seit dem Jahre 1990 ist Lord Mancroft mit Emma Peart verheiratet und hat mit ihr zwei Söhne und eine Tochter.